# 天然堤
當河水氾濫，挾帶泥沙溢出兩岸時，因河水深度急減，摩擦力驟增，流速減低，搬運力隨著減少，泥沙便堆積於兩岸，形成天然堤，故凡含沙量大的河流及地盤安定或下降而易於發生河水溢出現象之河流，天然堤較易發育。天然堤內側常因沉積泥沙，河床漸高，終於高出兩側平原，形成高塹河（raised bed river），例如黃河在黃淮平原即典型代表。天然堤一旦破裂，即會造成大水災。天然堤外側常因積水而形成後背溼地（slough或backmarsh）。

## 外部鏈結
- 《中国大百科全书》第三版网络版中的条目： （简体中文）